# Ота Заремба
Ота Заремба (Ota Zaremba, 22 квітня 1957) — чехословацький важкоатлет.
Олімпійський чемпіон 1980 року в категорії 100 кг.
Чемпіон світу 1980 року в категорії 100 кг.